# Jan Versnel
Jan Versnel (Amsterdam, 24 februari 1924 - Durgerdam, 1 juli 2007) was een Nederlands interieur-, product- en architectuurfotograaf. Hij is onder andere bekend geworden door zijn betrokkenheid bij de architectuurstroming het Nieuwe Bouwen.

## Biografie
Versnel heeft nooit een specifieke opleiding tot fotograaf gevolgd. Hij ging naar de Grafische School, waar hij werd opgeleid tot lithograaf en ook de eerste lessen in fotografie kreeg. Daarna deed hij de reclameopleiding aan het Instituut voor Kunstnijverheidonderwijs; hier kreeg hij les van de architectuurfotograaf Jaap d'Oliveira. Nadat hij de opleiding had afgerond kwam hij in dienst bij fotograaf Nico Jesse.
In 1947 vestigde Versnel zich als zelfstandig fotograaf en kreeg al snel een opdracht van Gerrit Rietveld. Dankzij de steun van fotografe Eva Besnyö kon hij lid worden van de GKf, een vakorganisatie waar ook meer progressieve fotografen lid van waren.
Gaandeweg specialiseerde hij zich in architectuurfotografie: foto's die hij maakte van een nieuwbouwproject in Rotterdam trokken de aandacht toen ze werden gepresenteerd tijdens een bijeenkomst waar een aantal bekende architecten aanwezig was. Vanaf 1951 verschenen zijn foto's ook regelmatig in het architectuurtijdschrift Forum. Versnel wordt vooral geassocieerd met de architectuurstroming het nieuwe bouwen. Hij werkte onder andere voor de architecten Marcel Breuer, Aldo van Eyck en Jan Rietveld. Als product- en interieurfotograaf werkte hij met de ontwerpers Kho Liang Ie en Benno Premsela.
Zijn architectuurfoto's worden gekenmerkt door het feit dat er vaak mensen op te zien zijn (dit is niet altijd gebruikelijk bij architectuurfotografie) en dat het hele beeld gevuld is. Typerend zijn ook wolkenluchten aan de bovenkant van het beeld en een opvallend licht-donker-contrast. Hij koos bij voorkeur voor bijzondere standpunten.
Van 1971 tot 1983 doceerde hij aan de Rietveldacademie.

Interieurfoto's Paleis Noordeinde door Jan Versnel
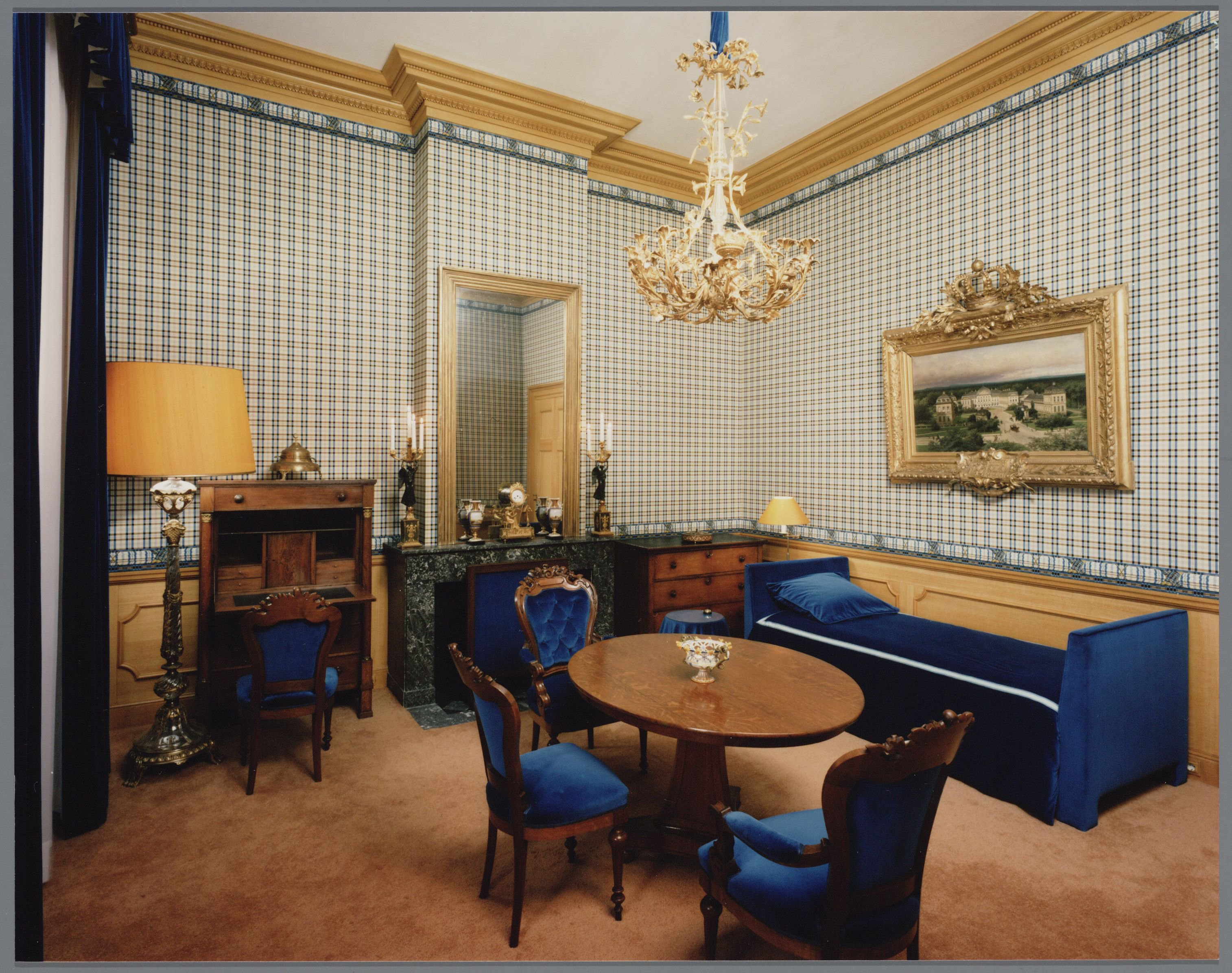
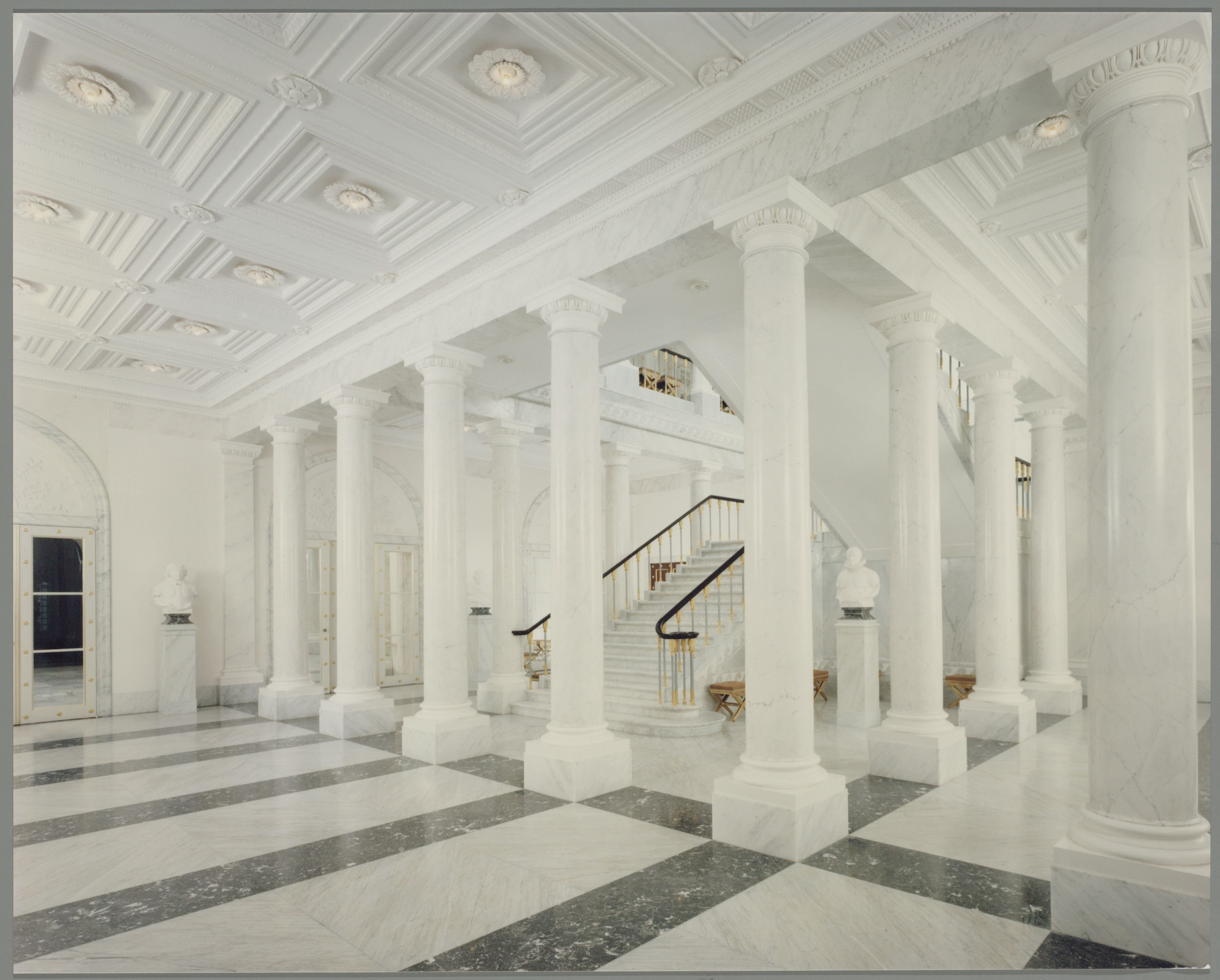
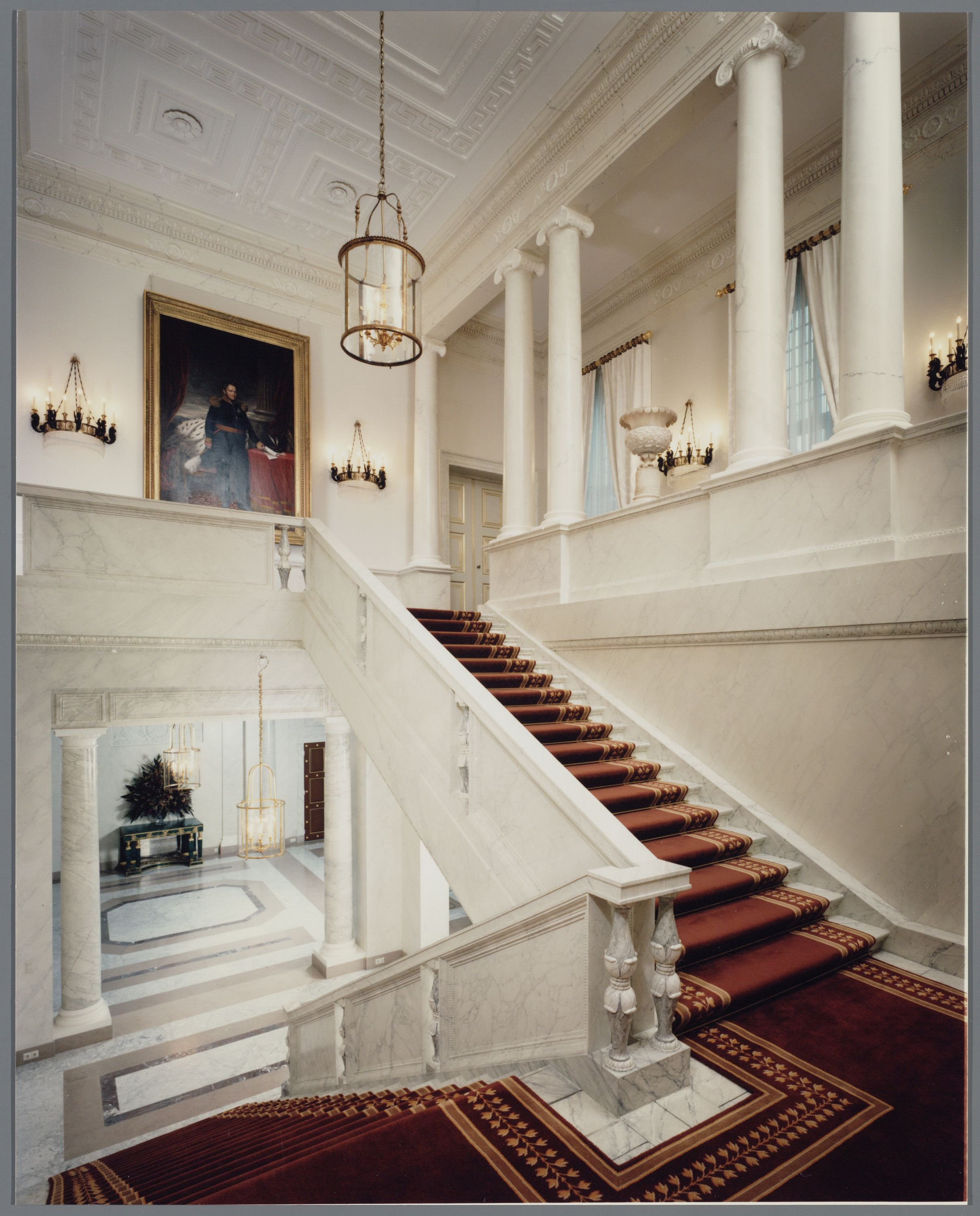
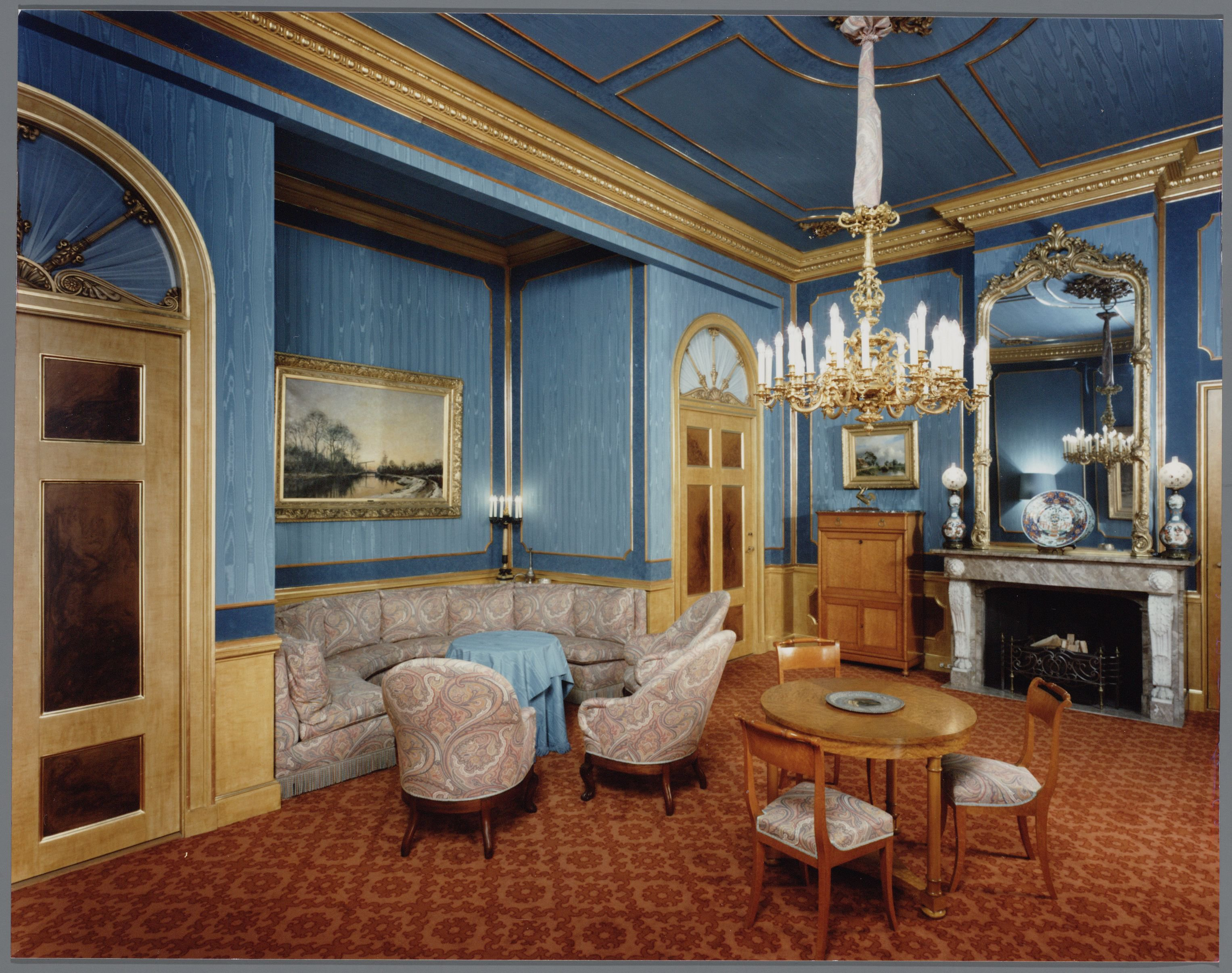

- Bibsys: 2013964
- Bibliothèque nationale de France: cb13535449q (data)
- Biografisch Portaal: 58140887
- Gemeinsame Normdatei: 120477009
- International Standard Name Identifier: 0000 0003 6663 1633
- Library of Congress Control Number: n90718632
- Nationale Bibliotheek van Israël: 987007369209005171
- Nederlandse Thesaurus van Auteursnamen: 072150076
- PIC: 315753
- RKD-Nederlands Instituut voor Kunstgeschiedenis: 80660
- Système universitaire de documentation: 050533762
- Union List of Artist Names: 500036941
- Virtual International Authority File: 229640291
- WorldCat: E39PBJmHFjF9BgwtYKXQ9KmGHC